# 小行星7287
小行星7287（7287 Yokokurayama）是一颗围绕太阳公转的小行星。1990年11月10日，關勉在藝西天文台发现了此天体。
該小行星以日本高知縣的横倉山命名。
这颗小行星的绝对星等为302.6507662479437等。